# فرودگاه ویورویل
فرودگاه ویورویل  (به انگلیسی: Weaverville Airport) (به زبان بومی: Lonnie Pool Field) یک فرودگاه همگانی   است که یک باند فرود آسفالت دارد و طول باند آن ۹۰۸ متر است. این فرودگاه در  کشور ایالات متحده آمریکا قرار دارد و در ارتفاع ۷۱۶٫۳ متری از سطح دریا واقع شده است.